# Apszpan
Apszpan (niem. Abspann) – przypomnienie najważniejszych tematów dnia w programach informacyjnych (zwłaszcza w głównych lub wieczornych wydaniach), dawniej bardzo popularne. Ma ono postać skrótu informacji. Zwykle apszpan jest nadawany z elementami oprawy graficznej danego programu informacyjnego.